# Library Hotel
Le Library Hotel est un hôtel-boutique de soixante chambres situé à New York. Construit en plein cœur de Manhattan, à l'angle de Madison Avenue et de la 41e rue, il est proche de la New York Public Library, de Bryant Park et de la gare de Grand Central.

## Concept
L'hôtel s'articule autour d'une organisation simple : chacun des dix étages réservés aux clients est basé sur un thème emprunté à l'une des classes principales de la classification décimale de Dewey. Le cinquième étage, par exemple, regroupe les chambres de la série des 500 sur le thème des sciences. Chacune des soixante chambres est pourvue d'ouvrages sur un sujet spécifique de cette catégorie. La chambre 500.001 correspond aux mathématiques, la chambre 500.004 à la botanique. Les catégories 000, 100 et 200 sont situées respectivement aux 10e, 11e et 12e étages de l'hôtel.
Chaque chambre possède une décoration en rapport avec son thème, ainsi que des livres traitant du sujet concerné. Ce sont ainsi quelque 6 000 livres qui sont répartis dans l'hôtel. Parmi les thèmes des chambres, on trouve la littérature érotique chambre 800.001, la poésie chambre 800.003 ou encore la musique chambre 700.005.
Chaque étage propose divers types de chambre : les chambres des séries 003 et 004 sont des chambres simples avec des lits doubles, les chambres des séries 001, 002 et 005 sont des chambres de luxe et proposent des lits Queen Size (001 et 002) ou King Size (005), quant aux chambres de la série 006 ce sont des suites junior avec des lits King Size,.
De plus, l'hôtel dispose d'une salle de lecture ouverte 24 h sur 24 contenant plusieurs milliers de livres.

## Histoire
Le bâtiment du Library Hotel est un ancien immeuble de bureaux, construit en 1912 dans un esprit gothic revival, avec des façades alliant entre autres la brique et la terre cuite.
Le Library Hotel est créé en 2001 par Henry Kallan. Arrivé de Tchécoslovaquie depuis seulement quelques années, il a commencé comme simple serveur pour devenir le plus jeune directeur d'hôtel de New York.
L'hôtel est conçu par l'architecte Stephen B. Jacobs, qui reçoit pour mission de réaménager un ancien immeuble de bureaux plutôt atypique. En effet, s'il est haut de douze niveaux, l'immeuble n'est large que de 25 pieds, soit un peu moins de 8 mètres. L'hôtel se situant sur le Library Way (en), c'est un thème en rapport avec les bibliothèques qui est choisi pour la décoration intérieure.
Les propriétaires de l'hôtel sont poursuivis en septembre 2003 par le Online Computer Library Center, propriétaire du système de Dewey. Un accord est toutefois rapidement trouvé pour permettre à l'hôtel de continuer à exploiter ses chambres en utilisant le système de classification décimale.

## Disposition des chambres
Les informations mentionnées dans cette section sont celles du Library Hotel, et ne correspondent pas nécessairement à la version actuelle de la classification décimale de Dewey.
- 3e étage (Sciences Sociales)
  - 300.001 Communication
  - 300.002 Sciences politiques
  - 300.003 Économie
  - 300.004 Culture mondiale
  - 300.005 Argent
  - 300.006 Droit
- 4e étage (Langues)
  - 400.001 Langue slave
  - 400.002 Langue romane
  - 400.003 Langue germanique
  - 400.004 Langue asiatique
  - 400.005 Langue du Moyen-Orient
  - 400.006 Langue ancienne
- 5e étage (Mathématiques et Sciences)
  - 500.001 Mathématiques
  - 500.002 Géologie
  - 500.003 Zoologie
  - 500.004 Botanique
  - 500.005 Dinosaures
  - 500.006 Astronomie
- 6e étage (Technologie)
  - 600.001 Publicité
  - 600.002 Fabrication industrielle
  - 600.003 Gestion
  - 600.004 Médecine
  - 600.005 Ordinateurs
  - 600.006 Santé et beauté
- 7e étage (Arts)
  - 700.001 Architecture
  - 700.002 Peinture
  - 700.003 Arts du spectacle
  - 700.004 Photographie
  - 700.005 Musique
  - 700.006 Mode
- 8e étage (Littérature)
  - 800.001 Littérature érotique
  - 800.002 Fiction classique
  - 800.003 Poésie
  - 800.004 Littérature dramatique
  - 800.005 Contes de fées
  - 800.006 Mystère
- 9e étage (Histoire)
  - 900.001 Histoire du XXe siècle
  - 900.002 Histoire ancienne
  - 900.003 Océanographie
  - 900.004 Histoire asiatique
  - 900.005 Géographie et voyages
  - 900.006 Biographie
- 10e étage (Connaissances générales)
  - 1000.001 Bibliothèques
  - 1000.002 Almanachs
  - 1000.003 Encyclopédies
  - 1000.004 Musées
  - 1000.005 Journalisme
  - 1000.006 Nouveaux médias
- 11e étage (Philosophie)
  - 1100.001 Logique
  - 1100.002 Éthique
  - 1100.003 Philosophie
  - 1100.004 Psychologie
  - 1100.005 Phénomènes paranormaux
  - 1100.006 Amour
- 12e étage : (Religion)
  - 1200.001 Religion orientale
  - 1200.002 Religion africaine
  - 1200.003 New Age
  - 1200.004 Religion germanique
  - 1200.005 Religion amérindienne
  - 1200.006 Religion ancienne (Mythologie)